# La mia vita senza me
La mia vita senza me (My Life Without Me) è un film del 2003 diretto da Isabel Coixet, basato sul racconto Pretending the Bed Is a Raft di Nanci Kincaid.

## Trama
Ann ha solo 23 anni, eppure la sua vita sembra già scorrere su binari perfettamente delineati.
Due figlie e un marito che ama e dal quale si sente amata, una routine perfetta che viene
spazzata via un giorno come tanti.
Ann si sente male, va in ospedale e dopo una lunga serie di esami le diagnosticano un male
incurabile. Apprende la notizia in maniera insolita, un dottore si siede accanto a lei e senza guardarla negli occhi le comunica che le restano poche settimane di vita. Ann non reagisce disperandosi, bensì con estremo distacco e consapevolezza, affronta la morte evitando di guardarla negli occhi per evitare di trascinare i suoi ultimi momenti nell'abisso della disperazione. Non parla della malattia con nessuno, né con la madre e nemmeno con suo marito. Con fredda lucidità pianifica gli obiettivi che si prefigge di raggiungere prima della sua morte, per dare un senso ad una vita priva di sogni che l'ha logorata molto più di quanto la malattia sarà in grado di fare.
Una lunga lista fatta di cose banali eppure vere, nelle quali è racchiusa l'essenza di quella che è stata la sua vita. Pianifica di fare l'amore con altri uomini, lei che ha avuto un solo amore, di far innamorare qualcuno di sé e di far pervenire alle sue figlie gli auguri di compleanno fino al diciottesimo anno di età, incidendo la sua voce su delle cassette che il suo medico consegnerà loro di anno in anno. Riuscirà a portare a termine ogni desiderio, morendo poi serenamente.

## Riconoscimenti
- 2004 - Premio Goya
  - Miglior sceneggiatura non originale
  - Miglior canzone (Humans Like You di Chop Suey)